# Skałka (geomorfologia)

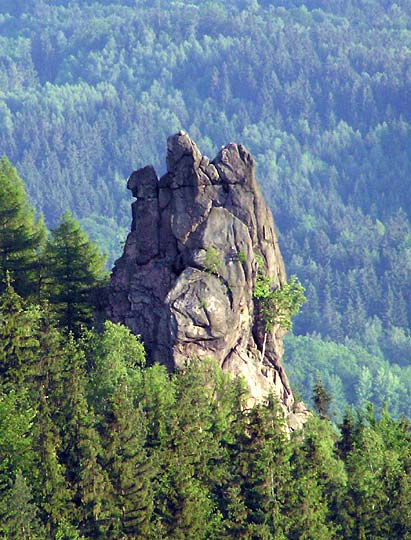
Jastrzębia Turnia (Karpniki – Rudawy Janowickie) – ostaniec granitowy

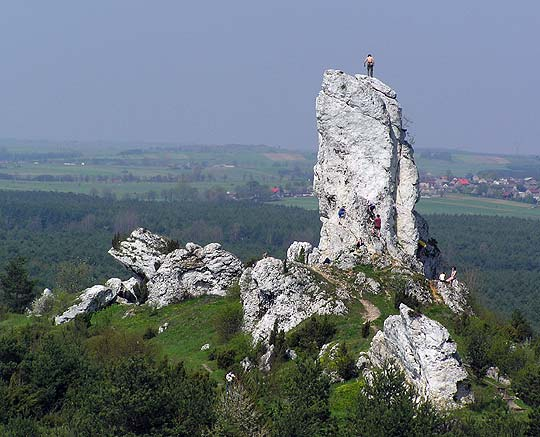
Wysoka – ostaniec wapienny

Skałka, skałki – naturalna, wypukła forma terenu stanowiąca element rzeźby denudacyjnej. Skałki zbudowane są z różnych skał, powstają w wyniku różnych procesów  i osiągają różną wielkość. 
Większość skałek powstaje w wyniku selektywnego wietrzenia, w rezultacie którego z większych formacji pozostawiane są bardziej masywne i odporne fragmenty skał. Czasem powstają w wyniku wietrzenia podpowierzchniowego i są następnie odsłaniane. Do ich tworzenia przyczynia się także erozja wodna i wietrzna oraz osuwiska.
Cechą charakterystyczną skałek jest ich odmienność od otoczenia – są one najczęściej twardzielcami lub ostańcami – wychodniami twardych skał występujących w podłożu lub (rzadziej) osobnymi, tkwiącymi na powierzchni terenu blokami skalnymi. Kształt, forma i miejsce występowania związane są z rodzajem skał, z których są zbudowane (piaskowcowe, zlepieńcowe, wapienne, dolomitowe, granitowe, bazaltowe, porfirowe, melafirowe, gnejsowe, amfibolitowe, zieleńcowe, kwarcytowe i in.).
Skałki mogą mieć różne kształty: pojedyncze, zgrupowania, igły skalne, stopnie skalne, skalne wieże, kominy, mury (ściany) skalne, skalne bramy, mogoty. Większe zgrupowania noszą nazwę skalnych miast.
W Polsce skałki występują głównie w pięciu obszarach:
- Sudety z Przedgórzem Sudeckim – bardzo zróżnicowane pod względem rodzaju tworzących je skał, w Karkonoszach i Górach Stołowych występują skałki osiągające 20 m i tworzące skupiska zwane skalnymi miastami,
- Beskidy – głównie zbudowane ze zlepieńców i piaskowców, tworzą izolowane baszty, ambony, czasem ciągi ścian skalnych,
- Wyżyna Krakowsko-Częstochowska i Wyżyna Śląska – głównie skałki wapienne, czasem w formie wież i iglic,
- Wyżyna Kielecko-Sandomierska (rejon miejscowości Niekłań Wielki) – głównie z piaskowców,
- Roztocze – skałki wapienne, nieliczne i niewielkie.

Skałki bywają atrakcyjnym miejscem uprawiania wspinaczki skalnej. Skałki są też siedliskiem dla specyficznej roślinności naskalnej, na którą turystyka wspinaczkowa ma istotny, negatywny wpływ. W efekcie postulowana jest większa kontrola nad tą formą turystyki w celu ograniczenia jej negatywnych oddziaływań.